# 愛荷華湖鎮區 (愛荷華州埃米特縣)
愛荷華湖鎮區（英語：Iowa Lake Township）是位於美國愛荷華州埃米特縣的一個行政鎮區。

## 地方資料
根據2010年美國人口普查的數據，愛荷華湖鎮區的面積為74.24平方千米，當中陸地面積為72.74平方千米，而水域面積為1.50平方千米。當地共有人口145人，而人口密度為每平方千米1.95人。